# 庄川合口ダム
庄川合口ダム（しょうがわごうぐちダム）は、富山県砺波市庄川町にある重力式コンクリートダム。別称：舟戸ダム（ふなとダム）、庄川用水合口ダム（しょうがわようすいごうぐちダム）。

## 概要
堤高18.5m、最大貯水量626,000m3の重力式コンクリートダム。間組と加藤組の施工により1939年（昭和14年）に完成した。所在地は庄川水記念公園にほど近い。
庄川本流で最も下流に位置するダムである。砺波平野の用水を取得しているほか、関西電力の中野発電所と雄神発電所による水力発電に利用されている。
庄川合口ダムの完成により、それまで現在の庄川水記念公園付近に取水口があった二万七千石用水（新用水、山見八ヶ用水、二万石用水）は庄川合口ダムで取水することに変更された。なお、二万七千石、二万石はそれぞれの用水により灌漑される土地の収穫高を指し、「合口」の語は複数の用水が同じ地点で取水していることを指す。
2004年（平成16年）に庄川合口堰堤として登録有形文化財に登録されている。
テレビアニメ『Another』に登場する架空のダムのモデルとなった。